# Bernhard Bettermann
Bernhard Bettermann (ur. 6 lutego 1965 w Paryżu) – niemiecki aktor filmowy, teatralny i telewizyjny.

## Życiorys
Urodził się w Paryżu, a wychowywał w Szwajcarii w Zurychu, gdzie studiował na wydziale aktorskim w Zürcher Hochschule der Künste (ZHdK). W 1986 zadebiutował na scenie Thalia Theater w Hamburgu.
Był żonaty ze szwajcarską aktorką Sabiną Schneebeli. Rozwiedli się w 2014 roku. Mają dwóch synów: Tima i Luca. Od października 2016 do września 2017 był w nieformalnym związku z Mimi Fiedler, z którą tańczył w programie RTL Stepping Out (2015). Związał się z Cheryl Shepard.

## Wybrana filmografia

### Filmy fabularne
- 1991: All Out jako ochroniarz
- 1998: Powrót Winnetou (Winnetous Rückkehr, TV) jako rewolwerowiec
- 1999: Liebe ist stärker als der Tod (TV) jako Daniel
- 1999: Callboys - Jede Lust hat ihren Preis (TV) jako Lanou
- 2001: Jeniec: Tak daleko jak nogi poniosą jako Clemens Forell
- 2002: Liebe ist ein Roman (TV) jako Björn Peters
- 2004: Edukatorzy (Die fetten Jahre sind vorbei) jako szef Jule
- 2003: Geheimnisvolle Freundinnen (TV) jako Martin
- 2005: Ein ganz normales Paar (TV) jako Stefan
- 2007: Der Zauber des Regenbogens (TV) jako Sven Osterwald
- 2009: Johanna - Köchin aus Leidenschaft (TV) jako Oliver Stromberg
- 2010: Die Alpenklinik - Liebe heilt Wunden (TV) jako dr Florian Ressler
- 2011: Ein Fall von Liebe - Saubermänner (TV) jako Thomas Gärtner
- 2014: Götz von Berlichingen (TV) jako August von Walldorf
- 2018: Katie Fforde: Familie auf Bewährung (TV) jako John Dwyer

### Seriale TV
- 1993: Happy Holiday jako Gene
- 1996: Alarmcode 112 jako Konrad Sommer
- 1997: Tatort: Nahkampf jako porucznik Georg Tremer
- 2000-2001: Aeon - Countdown im All jako Chris Sanders
- 2001: Tatort: Der Präsident jako Ulrich Roland, nadkomisarz kryminalny
- 2002: Astheneis kai odoiporoi jako major SS Ernst Hillebrand
- 2003: Der Alte jako Manfred Kolgan
- 2004: Nikola jako Kalle
- 2004: Tatort: Todes-Bande jako Hans-Joerg Pfeiffer
- 2004: Der Alte jako Joost Fuhrmann
- 2005: Edel & Starck jako Heiko März
- 2005: Hallo Robbie! jako Frank Halber
- 2005: Jednostka specjalna „Dunaj” jako Bert Gallup
- 2006: Abschnitt 40 jako Holger Schmicke
- 2006: Inga Lindström jako Sven Wiegland
- 2007: Tatort: Die Anwältin jako dr Stefan Bischof, udzielający kredyty
- 2007-2008: Ein Fall für Nadja jako Leonard Paulsen
- 2017: Jednostka specjalna „Dunaj” jako Anatol Jenisch